# Northrop Grumman EA-6B Prowler
O EA-6B Prowler iniciou a actividade operacional em Julho de 1971 e foi a primeira aeronave verdadeiramente especializada em guerra electrónica da Marinha Norte-Americana. Derivada directamente da versão com a mesma função do avião de ataque EA-6A Intruder, é no entanto uma aeronave bem mais capaz e exclusivamente dedicada à interferência e defesa electrónica.
A produção terminou em 1991 e os planos para diminuição da sua existência foram abandonados, quando a USAF retirou definitivamente a sua plataforma de guerra eletrónica o EF-111 Raven, partilhando desde então o uso do EA-6B Prowler com a Marinha e os Fuzileiros. Encontra-se em fase de substituição lenta e gradual na Marinha Norte-Americana pelo EA-18G Growler, no entanto os Marines não preveem a sua substituição até pelo menos 2020.

## Introdução (guerra electrónica)
Durante a Segunda Guerra Mundial, com o aparecimento dos primeiros radares, surgiram também as primeiras interferências electrónicas, efectuadas de modo rudimentar mas altamente eficaz: um operador sintonizava a frequência do radar com um receptor de rádio e neutralizava-o emitindo na mesma frequência um ruído forte.

Na guerra da Coreia foram introduzidos os primeiros radares orientadores de artilharia Antiaérea (AAA) e de alerta antecipado. Os Estados Unidos sentiram a necessidade de incluir contra medidas electrónicas (ECM) para protecção das suas aeronaves.

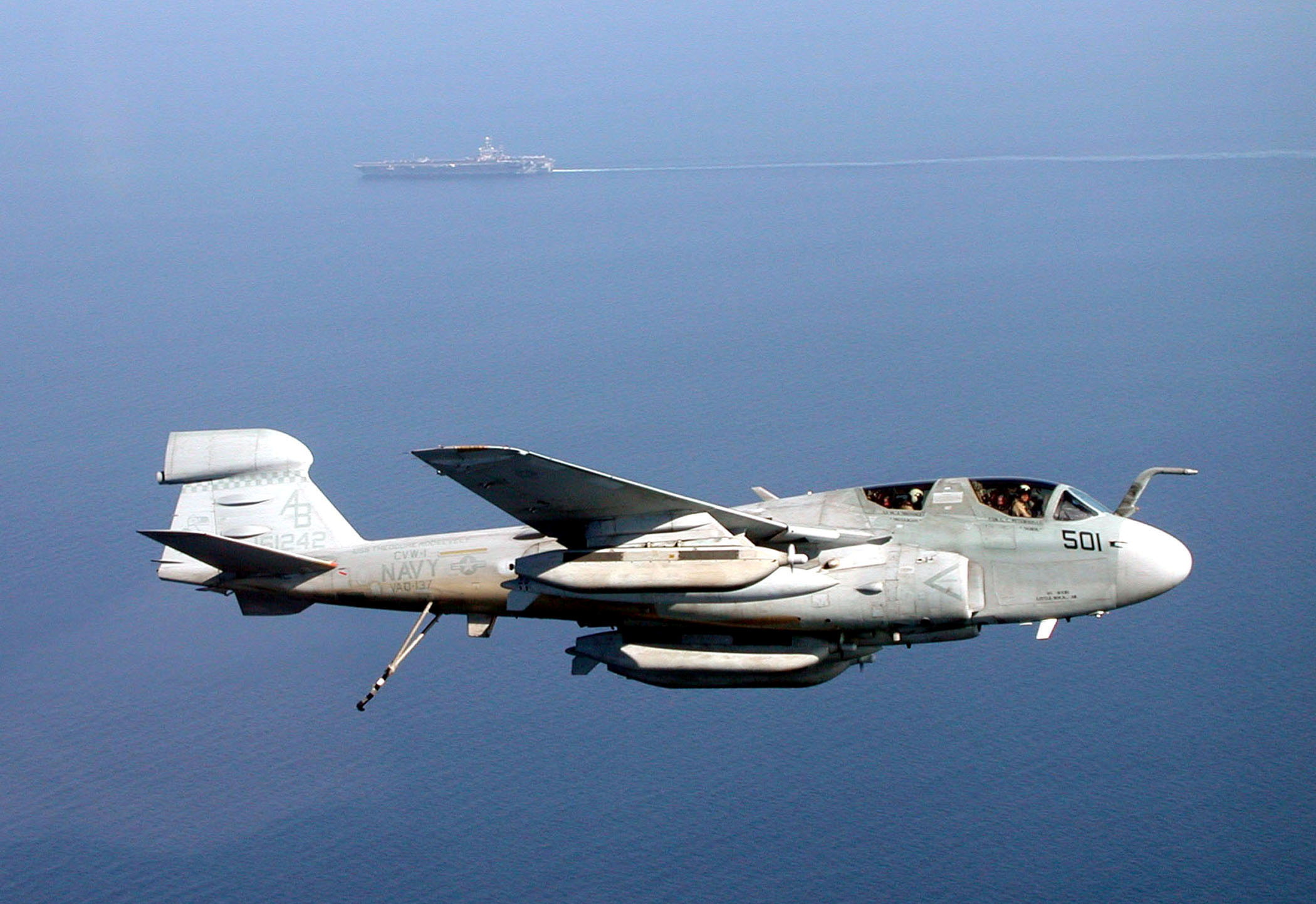
EA-6B com o gancho de retenção descido, inicia a volta para a fase final de aproximação ao porta-aviões USS Theodore Roosevelt (CVN-71)

 A força aérea equipou alguns bombardeiros B-25 Mitchell  com equipamento de interferência os quais foram designados TB-25J Mitchell, também a maioria dos bombardeiros estratégicos foram equipados com equipamento de interferência , que na época se limitava a criar uma barragem de ruído electrónico nas mesmas frequências dos radares inimigos. No  entanto a US Navy teve uma abordagem diferente e considerou necessário que os seus aviões de ataque precisavam de sistemas auto-protecção, liderando o desenvolvimento de uma família de sistemas de decepção e inibição electrónica AN/ALQ-19, em 1954.
Nos anos posteriores à guerra da Coreia assiste-se a um incremento do desenvolvimento e uso de armas teleguiadas e em pleno conflito na Indochina, quando o campo de batalha está plenamente recheado da componente electrónica e o Vietname do Norte integralmente coberto por uma rede de detecção e intercepção (GCI) e amplamente defendido pelo míssil superfície-ar
S-75 Dvina/SA-2 Guideline. Os Estados Unidos são confrontados com uma enorme lacuna, não possuem plataformas adequadas de guerra electrónica (EW) nem de recolha de informação electrónica (ELINT), para enfrentar esta nova ameaça.

Os Marines, são os primeiros a compreender a importância da resposta adequada e reagem em 1966, promovendo juntamente com a Marinha o rápido desenvolvimento de uma variante de combate electrónico do avião de ataque A-6A Intruder designada EA-6A e precursora do EA-6B Prowler.

## Origens, projecto e desenvolvimento
Após o desenvolvimento de uma versão de contra medidas electrónicas do Grumman A-6 Intruder para uso dos esquadrões da Marinha dos EUA e do Corpo de fuzileiros designada EA-6A Intruder, a US Navy deu início no Outono de 1966, ao desenvolvimento de uma nova versão, que em muitos aspectos é um avião totalmente diferente com um desempenho operacional consideravelmente ampliado, ao nível das contra medidas e capacidades de detecção bem como do tratamento da informação, pela adição de mais dois elementos à tripulação. Para acomodar os dois novos elementos da tripulação, sentados também eles lado a lado em assentos ejectáveis, imediatamente atrás do piloto e do primeiro operador de contra-medidas, a fuselagem cresceu mais 1,37 m em comprimento em relação à variante EA-6A, o trem de aterragem foi reforçado bem como as asas e a canopy possui uma ligeira cobertura em ouro destinada a proteger a tripulação das poderosas emissões rádio magnéticas, emitidas pelo próprio avião quando em operação.

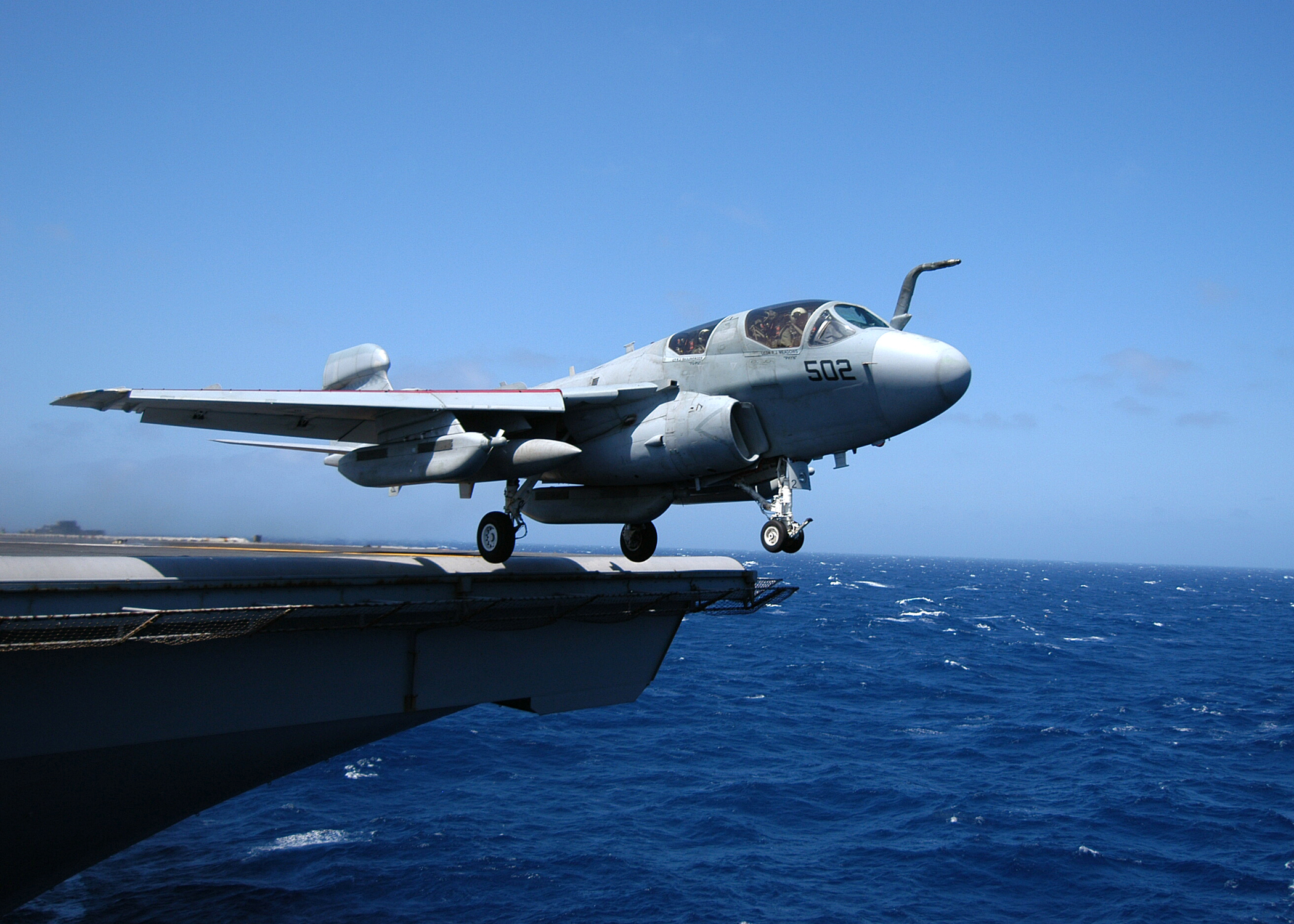
EA-6B imediatamente após deixar o convés de voo do USS Enterprise

O contrato com a Grumman, especificava que a nova plataforma teria que ser capaz de lidar com todas as ameaças conhecidas e antecipar futuros radares e sistemas de controlo, que a ex União Soviética pudesse apresentar. Teria ainda que ser amplamente automático e capaz de lidar com vários desafios simultâneamente, deveria também ser modular, permitindo assim no futuro a incorporação de novas tecnologias, bastando para tal trocar de módulos.
O primeiro EA-6B, foi o décimo quinto A-6A produzido pela Grumman (BuNo 149481), voou pela primeira vez em 25 de Maio de 1968, servindo inicialmente como avião de demonstração e posteriormente como banco de ensaio para testes aerodinâmicos, os restantes dois protótipos resultam também de conversões de células A-6A, seguiram-se cinco exemplares de pré-produção integralmente novos (BuNo 156478 a 156482), entre Abril de 1968 e Março de 1970

A todo o conjunto de componentes foi dado o nome TJS (Tactical Jamming System - sistema táctico de interferência electrónica. O TJS é composto pelas antenas, computador de processamento de dados e os interferidores, os quais ao longo do tempo têm sido melhorados, tanto ao nível do software como do hardware, para o que foram implantados vários programas de actualização.

### Actualizações
- EA-6B (EXCAP) Extended Capability - Actualização introduzida em todas as novas construções e também aplicada às aeronaves construídas anteriormente. Consiste essencialmente no substituição do sistema de táctico de interferência electrónica AN/ALQ-99 pelo AN/ALQ-99A, capacitado para operar em oito bandas de rádio contra as anteriores quatro, introduzido um sistema AN/ASH-30 TERPES (Tactical Electronic Processing & Evaluation System) que habilita o EA-6B para realizar missões ELINT,[nota 1] foi ainda equipado com um sistema de gravação de dados digital, possibilitando a analise de dados após o voo.[11] O primeiro EA-6B EXCAP foi entregue em Janeiro de 1973 e em 1982 a quase totalidade estava já actualizada para o padrão ICAP II.[12]
- EA-6B (ICAP-1) Improved Capability 1 - A principal diferença interna entre o EA-6B Prowler ICAP-1 e a anterior actualização (EXCAP) foi a passagem da operação do sistema AN/ALQ-99 para os assentos traseiros e a atribuição da responsabilidade de operar as contra medidas para o navegador/co-piloto foram ainda disponibilizado um rearranjo da disposição dos vários instrumentos nos painéis de instrumentos, devido `troca de funções entre os tripulantes, foi ainda actualizado o radar AN/APS-129 para a versão melhorada AN/APS-130, o sistema de contra medidas defensivas AN/ALQ-126 substtuído pelo AN/ALQ-100.[nota 2] O primeiro EA-6B ICAP-1 (BuNo 159907) voou pela primeira vez em Julho de 1975.[13]

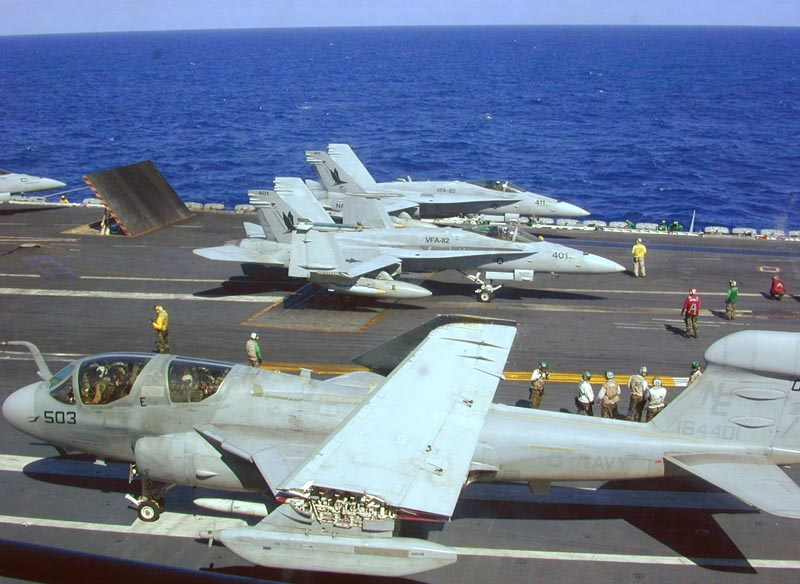
EA-6B, iniciando os preparativos para o lançamento, sob a asa esquerda estão um AGM-88 HARM e um interferidor (jammer).

- EA-6B (ICAP-2) Improved Capability 2 - Nova actualização para aviões de produção nova a partir de 1980 e 15 aeronaves que ainda mantinham  o padrão EXCAP e 75 ICAP 1. Esta actualização foi apresentada a 24 de Junho de 1980, quando voou o primeiro avião (BuNo 156482) de pré-produção, os casulos externos foram actualizados para cobrirem uma maior amplitude de frequências, com a adopção do AN/ALQ-99D e podem agora serem programados em pleno voo, podem ainda  interferirem frequências diferentes e cada um deles pode interferir duas frequências simultâneamente. Foi também introduzido um novo computador AN/AYK-14. Ficou ainda capacitado para disparar o míssil anti-radiação AGM-88 HARM e para operar em conjunto com outro EA-6B via Datalink[nota 3] de modo coordenado.[12]
- EA-6B (ADVCAP) Advanced Capability - Esta teria sido a próxima actualização, não fosse ter sido cancelada. Além de novos sistemas de interferência, radar de alerta antecipado, GPS para navegação, novos e mais potentes motores e ainda modificações na fuselagem, como novos flaps e slats novas asas com aplicação de materiais compósitos, novo estabilizador vertical e alteração nos freios aerodinâmicos. Dois aviões (BuNo 158542 e BuNo 156482) foram completados para demonstração, mesmo assim e havendo uma necessidade de actualização das aeronaves, não foram providenciados fundos.[12]

### Unidades operacionais
Dados retirados de: Joseph Baugher Website
- VAQ-128 Fighting Phoenix
- VAQ-129 Vikings
- VAQ-130 Zappers
- VAQ-131 Lancers
- VAQ-132 Scorpions
- VAQ-133 Wizards
- VAQ-134 Garudas
- VAQ-135 Black Ravens
- VAQ-136 Gauntlets
- VAQ-137 Rooks
- VAO-138 Yellow jackets
- VAQ-139 Cougars
- VAO-140 Patriots
- VAO-141 Shadowhawks
- VAQ-142 Gray Wolves
- VAQ-143 Cobras
- VAQ-144
- VAQ-196
- VMAQ-1 Banshees
- VMAQ-2 Panthers (ex-Playboys)
- VMAQ-3 Moon Dogs
- VMAQ-4 Seahawks

## Uso em combate
- Guerra do Vietname - Dois esquadrões foram utilizados no Sudeste Asiático após Junho de 1972 em apoio dos bombardeiros estratégicos B-52 Stratofortress da USAF e das aeronaves de ataque da US Navy.[14]
- Outubro de 1983 - Quatro EA-6B Prowler do porta-aviões USS Independence (CV-62), operaram em apoio das forças Norte-Americanas na invasão de Grenada.[14]
- 10 de Outubro de 1985 - EA-6B Prowler providenciaram medidas de apoio electrónico a quatro F-14 Tomcat do porta-aviões USS Saratoga (CVA-60), os quais forçaram um Boeing 737 da EgyptAir a aterrar na Base Aérea de Sigonella na Sicília. O avião comercial levava a bordo quatro terroristas que tinham desviado e sequestrado o navio Achille Lauro, matando um cidadão Norte-Americano.[14]
- Abril de 1986 - Interferem os radares de defesa aérea líbios, enquanto aeronaves de ataque provenientes dos porta-aviões USS Saratoga (CVA-60) e USS America (CV-66), atacam cinco alvos no interior da Líbia em retaliação pelo alegado envolvimento num ataque terrorista em Berlim Ocidental.[14]
- 18 de Abril de 1988 - EA-6B do porta-aviões USS Enterprise (CVN-65), interferiram o sistema Iraniano de alerta e conduta de intercepção (GCI), os radares da defesa aérea e o sistema de comunicações, num longo dia de ataque contra fragatas e barcos patrulha.[14]
- Operação Tempestade no deserto - 39 EA-6B Prowler, 27 a operarem a partir de seis porta-aviões e 12 do Corpo de fuzileiros baseados em terra, interferiram, inibiram e destruíram a defesa aérea Iraquiana disparando mais de 150 AGM-88 HARM na campanha iniciada a 17 de Janeiro de 1991, onde voaram mais de 4,600 horas divididas por 1,648 missões. Nenhuma aeronave foi perdida.[14]

## Especificações
|                                        | EA-6A Intruder | EA-6B Prowler |
| Performance (condições de combate)     |                |               |
| Velocidade máxima ao nível do mar      | 1,015 Km/h     | 1,060 Km/h    |
| Velocidade máxima a 11,500 m           |                | 943 Km/h      |
| Taxa inicial de subida ao nível do mar | 2,103 m/min    | 3,460 m/min   |
| Tecto de serviço                       | 11,520 m       | 13,135 m      |
| Raio de combate                        | 2,260 Km       | 1,325 Km      |
| Alcance de travessia                   | 4,525 Km       | 3,255 Km      |
| Dimensões                              |                |               |
| Envergadura                            | 15,9 m         | 15,9 m        |
| Área das asas                          | 49.1 m²        | 49.1 m²       |
| comprimento                            | 16,2 m         | 17,7 m        |
| Altura                                 | 4,75 m         | 4,9 m         |
| Pesos                                  |                |               |
| Peso máx. à descolagem                 | 27,492 kg      | 27,900 kg     |
| Peso vazio                             | 14,588 kg      | 15,130 kg     |

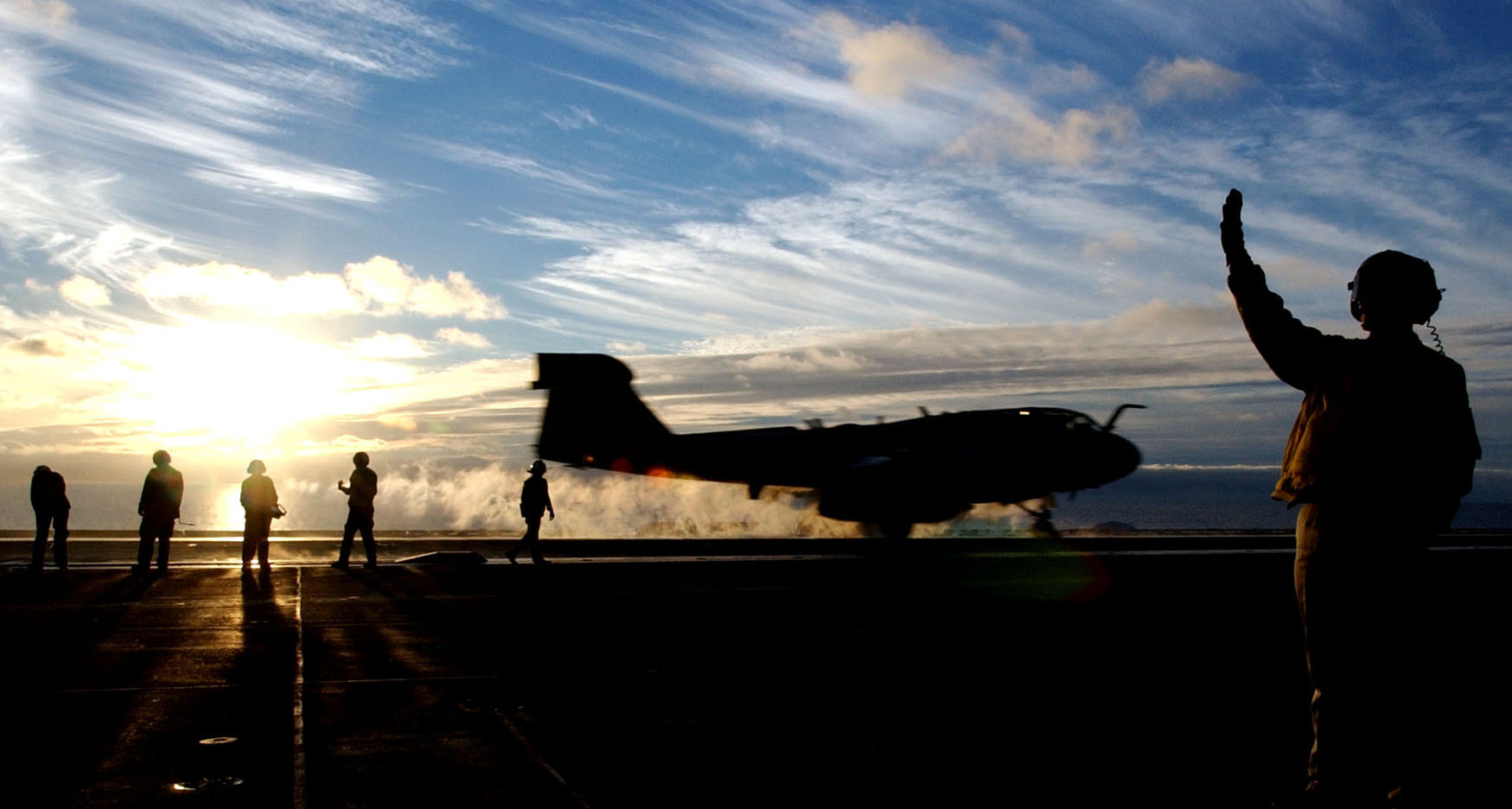
EA-6B Prowler, momento antes de ser lançado do convés de voo.

- Motores - 2x Pratt & Whitney J52-P-408 com 49.8 kN cada de potência[10]
- Armamento - Até quatro AGM-88 HARM, (usualmente apenas 2).